# Ye’kuana

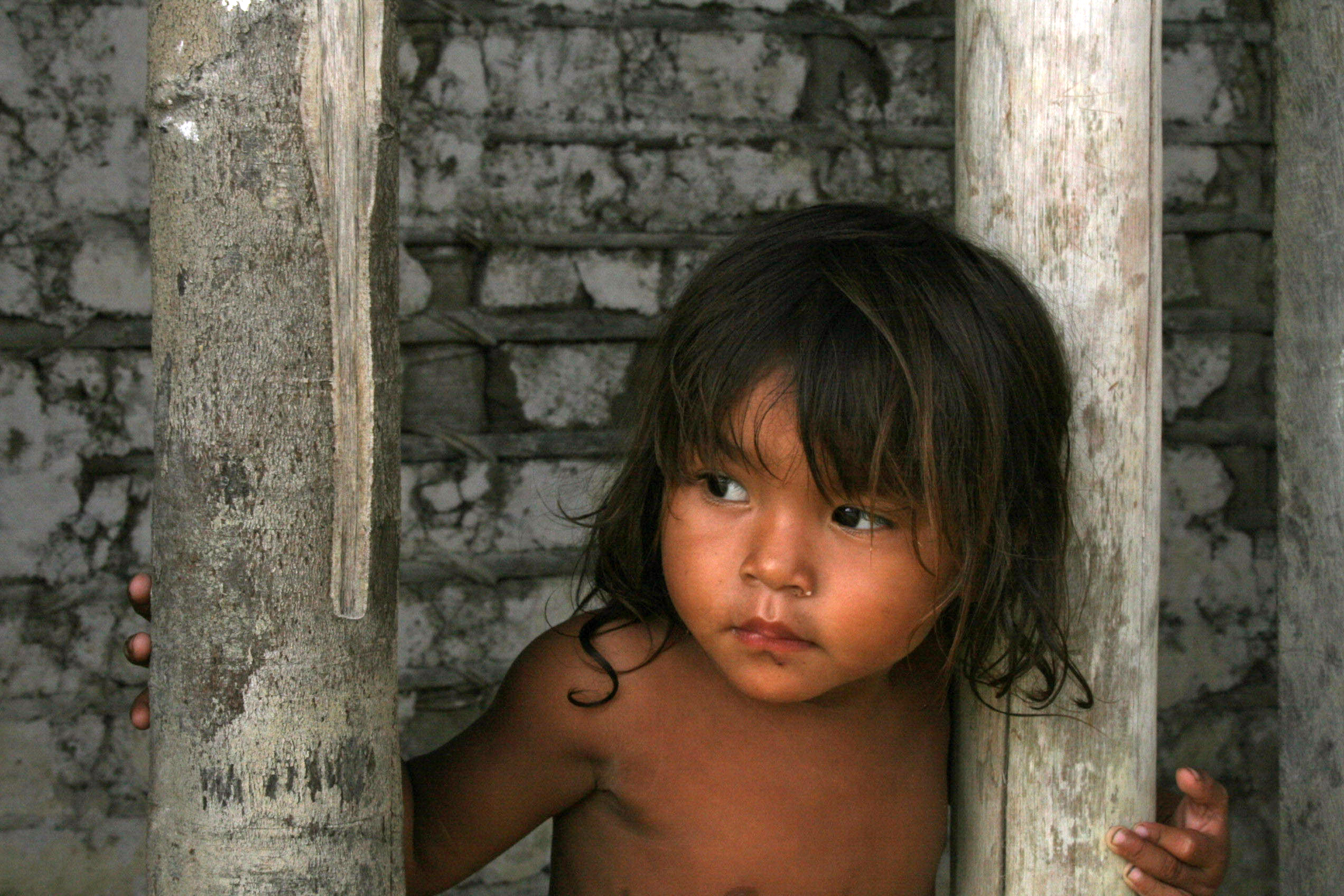
Ye’kuana-Mädchen (Januar 2007)

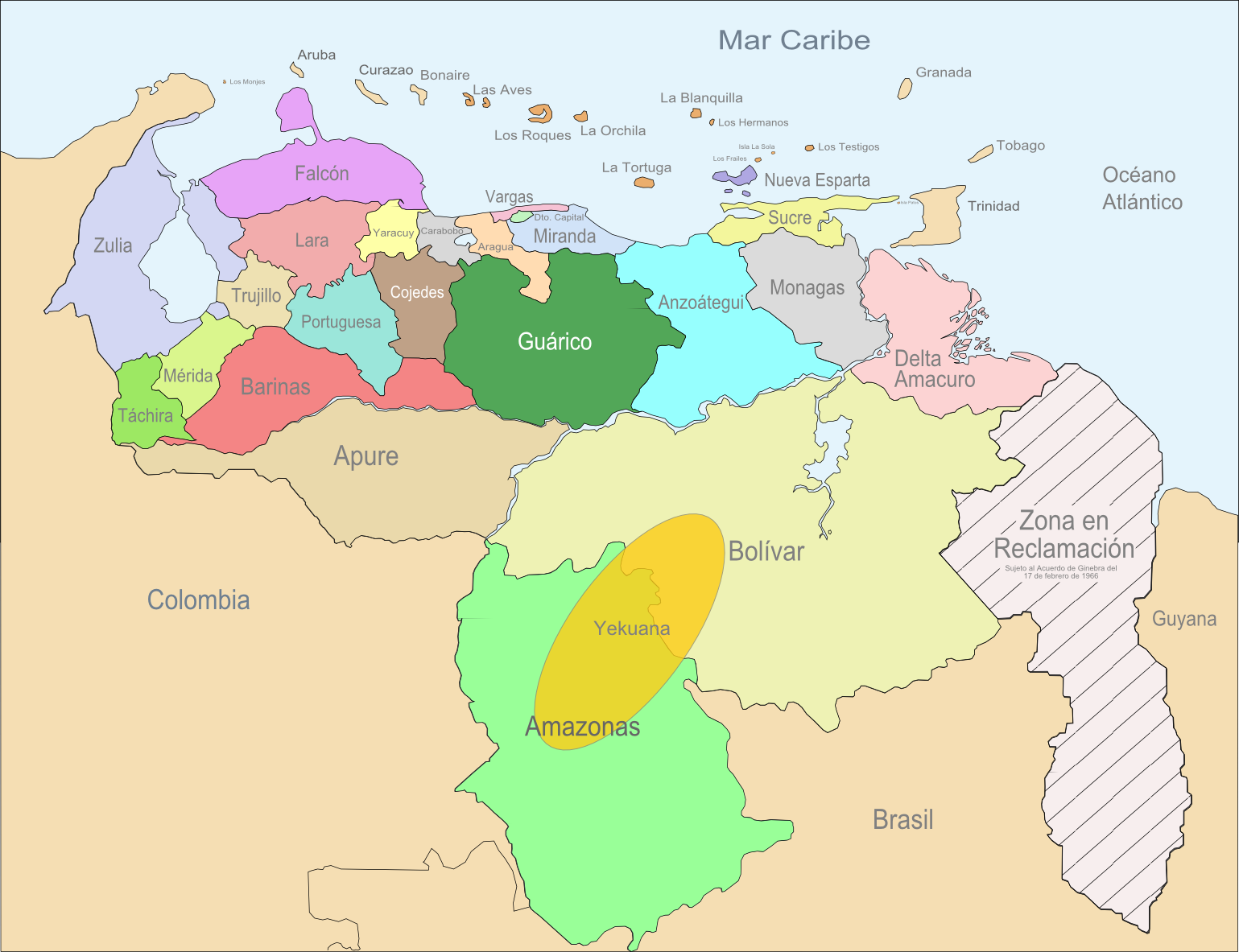
Ungefähres Verbreitungsgebiet der Ye’kuana in Venezuela

Die Ye’kuana (auch Yequana, Yekuana), mit weiteren Namen benannt, sind ein südamerikanischer indigener Volksstamm, der im tropischen Regenwald im Bereich der Flüsse Orinoco und Río Caura im Grenzgebiet von Venezuela und Brasilien angesiedelt ist. In Venezuela werden sie meist als Maquiritari (Makiritare) und in Brasilien als Maiongong (Mayongong) bezeichnet. Kulturell gehören sie zur Orinoko-Parima-Kultur und ihre Sprache zur Sprachenfamilie der südkaribischen Sprachen.

## Name
Die Ye’kuana selbst bezeichnen sich als So’to (‘Volk’, ‘Person’), der Name Ye’kuana wird meist als ‘Kanu-Volk’ oder ‘Volk der Kanus’ oder gar als ‘Volk der Flussbiegung’ wiedergegeben.
Zum ersten Mal wurde im Jahr 1744 von dem Jesuitenpater Manuel Román über die Ye’kuana berichtet, der ihre ausgezeichneten navigatorischen Künste erwähnt und als Erster den Namen Maquiritari (Makiritare) prägt, der noch heute meist in Venezuela zur Bezeichnung der Ye’kuana gebräuchlich ist. Dieser Name ist, wie so oft in der Ethnologie, keine Eigenbezeichnung der Ye’kuana, sondern ein Ethnonym (Fremdbezeichnung) der Arawak-sprachigen indianischen Führer des Jesuiten. Maquiritari (Makiritare) leitet sich von den Begriffen Makidi und ari der benachbarten Arawak-Stämme ab – und bedeutet etwa ‘Volk der Flüsse’ oder ‘Kanu-Volk’.
1883 reiste Robert Hermann Schomburgk mit Hilfe der nordkaribisch-sprechenden Pemón und Macushi (Makushi) durch Britisch-Guayana. Er traf ebenfalls auf die Ye’kuana und bezeichnete sie mit dem Namen, den ihnen die Pemón gegeben hatten: Maiongong (Mayongong), für dessen Bedeutung es zwei Erklärungen gibt. Allgemein ist man der Ansicht, dass der Begriff sich auf den traditionellen Haarschnitt (totuma) der Ye’kuana bezieht, übersetzbar als die ‘runden Köpfe’, denn sowohl die Männer wie auch die Frauen tragen ihr Haar als runden Topfschnitt. Zum anderen behaupten die katholischen Missionare Cesáreo de Armellada und Gutiérrez Salazar, der Name Maiongong (Mayongong) bedeute: ‘Jene, die in ihrem Garten (conucos) leben’. Zwar wohnen die Ye’kuana nicht in ihren Gärten, jedoch gibt es eine spezielle Bedeutung zwischen Körperkult und Gartenpflege bei ihnen.
Ein weiterer Name, mit denen die Pemón und andere benachbarte caribsprachige Stämme die Ye’kuana bezeichneten ist nach de Armellada zudem: Pawana oder Pabanoton - ‘Jene, die verkaufen (handeln)’, und bezeichnet damit die fleißigen Handelsbeziehungen über weite Strecken, die die Ye’kuana, dank ihrer großen Kanu-Baukunst sowie der Beherrschung der Flüsse zu ihren Nachbarstämmen unterhalten.
Der Anthropologe Theodor Koch-Grünberg erwähnt auf seiner Reise vom Roraima zum Orinoco im Jahr 1912 als erster den Namen Ye’kuana. Der Name Yekuana ist abgeleitet von ye (‘Baumstamm’), ku (‘Wasser’) und ana (‘Stamm’, ‘Volk’) und bedeutet in etwa: ‘Volk des Baumstammes im Wasser’ oder ‘Wasser-Volk’.
Alle Namen, die ihnen gegeben wurden, spiegeln nur wider, dass sie als exzellente Bootsfahrer, große Händler sowie für ihre großen Holzkanus berühmt waren und sind.

## Allgemein
In Venezuela, dort in den Bundesstaaten Bolívar und Amazonas, leben im Jahr 2001 etwa 6.250 und im brasilianischen Bundesstaat Roraima etwa 430 Angehörige der Ye’kuana.
Die Kultur und die Lebensweise der Ye’kuana-Indianer waren insbesondere Beobachtungs- und Untersuchungsgegenstand der US-amerikanischen Autorin Jean Liedloff und Ausgangspunkt für ihr bekannt gewordenes Buch Auf der Suche nach dem verlorenen Glück: gegen die Zerstörung unserer Glücksfähigkeit in der frühen Kindheit.

## Geschichte

### Intertribale Konflikte
Ursprünglich wohnten entlang und nördlich des Río Uraricoera (auch: Rio Uraricuera) die Stämme der Arutani-Sapé (Awake (Arutani) und Kariana (Sapé)) und Parukoto, denen die nordwärts vordringenden Ye’kuana langsam das Handelsmonopol mittels Sklavenjagden und Raub im Auftrag der Kolonialmächte entrissen. Jedoch erkrankten die Ye’kuana – genauso wie die von ihnen zuvor bekämpften benachbarten indigenen Kariben und Arawak durch den engen Kontakt zur dortigen weißen Bevölkerung während des 19. Jh. an ihnen vorher nicht bekannten Krankheiten (Malaria, Tuberkulose, Masern, Influenza, Keuchhusten), so dass durch immer wieder auftretende Epidemien viele dieser Stämme ausstarben oder stark dezimiert wurden.
Bald mussten jedoch die Ye’kuana selbst sich ebenfalls nach Norden vordringenden Stammesgruppen der Yanomami erwehren. Jedoch waren sie und die benachbarten verschiedenen Stammesgruppen der Kariben und Arawak – durch immer wieder auftretende Epidemien und Seuchen dezimiert und demoralisiert – bald nicht mehr in der Lage, sich erfolgreich den Überfällen der in ihr Gebiet vordringenden Yanomami zu widersetzen, so dass diese bald deren Gebiet besetzten und die Ye’kuana zunächst sich tief in die Berge und Wälder nach Norden zurückzogen.
Anfang bis Mitte der 1930er Jahre jedoch hatten sich die Ye’kuana neu organisiert und mit Gewehren bewaffnet und schlugen gezielt gegen die entlang des Río Uraricoera und Río Caura lebenden Sanema (nördliche Yanomami-Stammesgruppe) und Yanam/Ninam (östliche und südöstliche Yanomami-Stammesgruppe) zurück. Waren andere Stämme durch die Yanomami verdrängt und versprengt worden, oder hatten sich den Yanam/Ninam und Sanema angeschlossen sowie deren Yanomam-Sprache und Kultur übernommen, konnten sich die Ye’kuana größtenteils behaupten. Manche Sanema-Yanomami begaben sich sogar in ein Abhängigkeitsverhältnis zu den Ye’kuana, um an die begehrten Handelskontakte zu gelangen. Trotz immer wiederkehrender Überfälle der Yanam/Ninam-Yanomami befuhren sie nun wieder ihre alten Flusshandelswege.

### Heutige Situation
Heute leben die Ye’kuana zusammen mit den Sanema friedlich untereinander in benachbarten Dörfern entlang des Río Auaris und des Río Uraricoera. In der Region Auris in Brasilien leben 1.435 Sanema in 29 Siedlungen sowie die Ye’kuana in zwei Siedlungen (Auaris und Pedra Branca). Weitere 295 leben in der Mission Waicá (auch: Waikas, Uaicás), hier zusammen mit Waika (Guaica oder Yanomami) am Río Uraricoera im Norden des Yanomami-Territoriums sowie in weiteren Gemeinschaften etwas außerhalb des Reservats im Bundesstaat Roraima, Brasilien.
Heutzutage zeichnen sich die Ye’kuana durch hohes Maß an Organisation und einem, unter den Stämmen Venezuelas, einzigartigen Selbstbewusstsein aus. Von allen Carib-sprechenden Stämmen Venezuelas haben es nur wenige geschafft, ihre kulturelle Identität so aufrechtzuerhalten, wie die Ye’kuana.

## Kultur und Lebensweise
Die Ye’kuana leben in kreisförmigen Gemeinschaftshäusern (Atta oder ëttë) mit kegelförmigen Dächern aus Palmblättern. Die Errichtung eines Atta ist für die Ye’kuana eine spirituelle Tätigkeit, bei der sie die große kosmische Heimat des Schöpfers wieder errichten.

### Wirtschaft
In den Karibkulturen gilt das Korbflechten traditionell als Domäne der Männer. Tatsächlich haben die Ye’kuana-Frauen jedoch auch immer geflochten; allerdings unterscheiden sich ihre Technik, ihr Material und ihre Erzeugnisse von denen der Männer. Während diese seit jeher prachtvolle Korbteller (waja) mit kunstvollen Ornamenten flochten, stellten die Frauen früher ausschließlich schlichte, ornamentlose, aber widerstandsfähige Tragekörbe (wïwa) für den Transport von Holz und Maniokknollen her. Heute stellt sich mancherorts das Verhältnis zwischen den Geschlechtern in Bezug auf die Flechtkunst anders dar: Die Männer widmen sich besser bezahlten Tätigkeiten, wie dem Bootsbau, dem Kultivieren von Kaffee, oder sie arbeiten etwa als Lehrer im Staatsdienst. Darüber haben viele die für Ye’kuana-Männer obligatorischen Kenntnisse in der Flechtkunst verloren. Einige Frauen hingegen haben begonnen, selbst Körbe für den Verkauf herzustellen. Sie kopieren die traditionellen Muster der Flachkörbe und übertragen sie auf ihre Tragkörbe. Da diese Körbe ausschließlich für den Verkauf bestimmt sind, konnten die kreativen Flechterinnen, frei von Beschränkungen durch die Tradition neue Formen und auch neue Muster entwickeln.

## Schöpfungsmythos der Ye’kuana
Von den Menschen wird berichtet, dass Wanádi sie aus den Fingern seiner linken Hand gemacht habe. Aus dem Zeigefinger machte er zunächst einen Mann. Und aus dem Daumen eine Frau.

## Feste der Ye’kuana
Die Ye’kuana zelebrieren traditionell verschiedene große Feste: jährlich wird im Februar oder März das „Fest des neuen Gartens“ begangen; außerdem wird regelmäßig der Bau eines neuen Rundhauses (ëttë) von einem Festakt begleitet. Diese Feste dienen dazu, die Fruchtbarkeit der Tiere, Pflanzen und der Gemeinschaft zu beschwören und böse Geistmächte zu bannen. Die Tänzer und Musiker kleiden sich mit Ketten, Umhängen aus Palmblatt, speziellem Kopfschmuck und klappernden Armrasseln; die Ohrlöcher werden durch Federgebinde geschmückt. Bei diesen großen Auftritten wird auch der ansa-Schmuck getragen, die geschnitzte „heilige Fledermaus“. Der Herr der Tiere, der ganz allgemein für Fruchtbarkeit und Wohlsein steht, wird mit Tanz, Musik und Gesängen eingeladen, am Festgeschehen teilzunehmen.
Ein spezielles Fest findet statt, wenn Männer von ihren Handelsreisen zurückkehren, die bis zu zwei Jahre dauern können. Die Reisenden werden rituell gereinigt und wieder in die Gruppe integriert.